# Queffleuth
Der Queffleuth ist ein Fluss in Frankreich, der im Département Finistère in der Region Bretagne verläuft. Er entspringt unter dem Namen Relecq im Regionalen Naturpark Armorique, an der Nordflanke der Monts d’Arrée-Berge, im Gemeindegebiet von Plounéour-Ménez, entwässert generell in nördlicher Richtung und mündet nach rund 21 Kilometern im Stadtgebiet von Morlaix als linker Nebenfluss in den Jarlot, der knapp unterhalb der Mündung den Namen der Stadt Morlaix annimmt.

## Orte am Fluss
(in Fließreihenfolge)
- Le Relecq, Gemeinde Plounéour-Ménez
- Saint-Martin-des-Champs
- Morlaix